# IC 175
IC 175 — галактика типу E (еліптична галактика) у сузір'ї Кит.
Цей об'єкт міститься в оригінальній редакції індексного каталогу.